# Coppa Italia di Serie B1 2024-2025 (pallavolo)
La Coppa Italia di Serie B1 2024-2025 si è svolta dal 18 al 19 aprile 2025: al torneo hanno partecipato quattro squadre di club italiane e la vittoria finale è andata per la seconda volta al Bologna.

## Formula
Al torneo hanno partecipato le squadre prime classificate, al termine del girone di andata, in ciascuno dei gironi del campionato di Serie B1. La formula ha previsto semifinali, finale per il terzo posto e finale in gara unica.

## Squadre partecipanti
| Squadra         | Qualificazione                                      |
| --------------- | --------------------------------------------------- |
| Bologna         | 1ª nel girone di andata Serie B1 2024-25 (girone C) |
| Il Podio Fasano | 1ª nel girone di andata Serie B1 2024-25 (girone D) |
| Ostiano         | 1ª nel girone di andata Serie B1 2024-25 (girone B) |
| Villa Cortese   | 1ª nel girone di andata Serie B1 2024-25 (girone A) |

## Torneo

### Tabellone
|  | Semifinali      | Semifinali |                 |         | Finale          | Finale          |  |
|  |                 |            |                 |         |                 |                 |  |
|  | Bologna         | 3          |                 |         |                 |                 |  |
|  | Bologna         | 3          |                 |         |                 |                 |  |
|  | Ostiano         | 1          |                 |         |                 |                 |  |
|  | Ostiano         | 1          |                 | Bologna | 3               |                 |  |
|  |                 |            |                 | Bologna | 3               |                 |  |
|  |                 |            | Il Podio Fasano | 2       |                 |                 |  |
|  | Villa Cortese   | 0          | Il Podio Fasano | 2       |                 |                 |  |
|  | Villa Cortese   | 0          |                 |         |                 |                 |  |
|  | Il Podio Fasano | 3          |                 |         | Finale 3º posto | Finale 3º posto |  |
|  | Il Podio Fasano | 3          |                 |         |                 |                 |  |
|  |                 |            |                 |         |                 |                 |  |
|  |                 |            |                 |         | Ostiano         | 2               |  |
|  |                 |            |                 |         | Ostiano         | 2               |  |
|  |                 |            |                 |         | Villa Cortese   | 3               |  |

### Risultati

#### Semifinali
| 18 aprile 2025 Palazzetto dello Sport, Fasano Durata: 1h:42 - Spettatori: | Bologna       | 3 - 1 | Ostiano         | 25-19, 25-16, 20-25, 25-13 |
| 18 aprile 2025 Palazzetto dello Sport, Fasano Durata: 1h:09 - Spettatori: | Villa Cortese | 0 - 3 | Il Podio Fasano | 19-25, 18-25, 13-25        |

#### Finale 3º posto
| 19 aprile 2025 Palestra ITC Salvemini, Fasano Durata: - Spettatori: | Ostiano | 2 - 3 | Villa Cortese | 25-20, 17-25, 24-26, 25-23, 12-15 |

#### Finale
| 19 aprile 2025 Palazzetto dello Sport, Fasano Durata: 2h:08 - Spettatori: | Bologna | 3 - 2 | Il Podio Fasano | 25-17, 25-19, 19-25, 22-25, 15-12 |

## Premi individuali
| Premio                | Nome               | Squadra         |
| --------------------- | ------------------ | --------------- |
| MVP                   | Nicole Tellaroli   | Bologna         |
| Miglior palleggiatore | Federica Saccani   | Bologna         |
| Miglior attaccante    | Martina Ferravante | Villa Cortese   |
| Miglior centrale      | Alessia Pulliero   | Bologna         |
| Miglior libero        | Federica Vittorio  | Il Podio Fasano |